# Sciosapromyza tinctinervis
Sciosapromyza tinctinervis är en tvåvingeart som först beskrevs av Malloch 1926.  Sciosapromyza tinctinervis ingår i släktet Sciosapromyza och familjen lövflugor.
Artens utbredningsområde är Costa Rica. Inga underarter finns listade i Catalogue of Life.